# العلاقات السورية الطاجيكستانية
العلاقات السورية الطاجيكستانية هي العلاقات الثنائية التي تجمع بين سوريا وطاجيكستان.

## مقارنة بين البلدين
هذه مقارنة عامة ومرجعية للدولتين:
| وجه المقارنة                                              | سوريا                    | طاجيكستان                          |
| --------------------------------------------------------- | ------------------------ | ---------------------------------- |
| المساحة (كم2)                                             | 185.18 ألف               | 143.10 ألف                         |
| عدد السكان (نسمة)                                         | 18.27 مليون              | 8.92 مليون                         |
| الكثافة السكانية (ن./كم²)                                 | 98.66                    | 62.33                              |
| العاصمة                                                   | دمشق                     | دوشنبه                             |
| اللغة الرسمية                                             | اللغة العربية            | اللغة الطاجيكية                    |
| العملة                                                    | ليرة سورية               | ساماني طاجيكي، الروبل الطاجيكستاني |
| الناتج المحلي الإجمالي (بليون دولار)                      | 60.20 مليار              | 7.15 مليار                         |
| الناتج المحلي الإجمالي (تعادل القوة الشرائية) بليون دولار |                          | 24.03 مليار                        |
| الناتج المحلي الإجمالي الاسمي للفرد دولار أمريكي          |                          | 925                                |
| الناتج المحلي الإجمالي للفرد دولار أمريكي                 |                          | 2.69 ألف                           |
| مؤشر التنمية البشرية                                      | 0.594                    | 0.624                              |
| رمز المكالمات الدولي                                      | +963                     | +992                               |
| رمز الإنترنت                                              | .sy                      | .tj                                |
| المنطقة الزمنية                                           | ت ع م+02:00، ت ع م+03:00 | ت ع م+05:00                        |

## منظمات دولية مشتركة
يشترك البلدان في عضوية مجموعة من المنظمات الدولية، منها:
| علم المنظمة | اسم المنظمة                        | تاريخ انضمام سوريا | تاريخ انضمام طاجيكستان |
| ----------- | ---------------------------------- | ------------------ | ---------------------- |
|             | مؤسسة التنمية الدولية              | 28 يونيو 1962      | 4 يونيو 1993           |
|             | مؤسسة التمويل الدولية              | 28 يونيو 1962      | 2 ديسمبر 1994          |
|             | منظمة حظر الأسلحة الكيميائية       | ?                  | ?                      |
|             | الأمم المتحدة                      | 24 أكتوبر 1945     | 2 مارس 1992            |
|             | الاتحاد الدولي للاتصالات           | 12 يناير 1924      | 28 أبريل 1994          |
|             | منظمة التعاون الإسلامي             | 1972               | ?                      |
|             | منظمة الشرطة الجنائية الدولية      | ?                  | ?                      |
|             | الاتحاد البريدي العالمي            | ?                  | ?                      |
|             | البنك الدولي للإنشاء والتعمير      | 10 أبريل 1947      | 4 يونيو 1993           |
|             | وكالة ضمان الاستثمار متعدد الأطراف | 14 مايو 2002       | 9 ديسمبر 2002          |
|             | يونسكو                             | 16 نوفمبر 1946     | 6 أبريل 1993           |